# Myrmeleon lambkini
Myrmeleon lambkini is een insect uit de familie van de mierenleeuwen (Myrmeleontidae), die tot de orde netvleugeligen (Neuroptera) behoort. 
Myrmeleon lambkini is voor het eerst wetenschappelijk beschreven door New in 1996.